# Wyczystka kominowa
Wyczystka kominowa – miejsce w kominie, gdzie zbiera się (opada) sadza i inne zanieczyszczenia powstałe w procesie spalania.
Wyczystka kominowa powinna być wyposażona w drzwi rewizyjne, umożliwiające usunięcie sadzy, zgromadzonej tam podczas czyszczenia przewodu kominowego lub opadającej samoistnie w wyniku odklejania się od ścian kominowych. Wyczystka w kominach przeznaczonych do paliw płynnych, powinna posiadać system odprowadzania skroplin.